# Várad
Várad es un pueblo ubicado en el distrito de Szigetvár, en el condado de Baranya, Hungría.

## Superficie
Posee una superficie de 7,930 kilómetros cuadrados.

## Demografía
Hasta 2019 la población era de 120 habitantes, con una densidad de población de 15,13 habitantes por kilómetro cuadrado.